# Rhaphidophora pachyphylla
Rhaphidophora pachyphylla är en kallaväxtart som beskrevs av Kurt Krause. Rhaphidophora pachyphylla ingår i släktet Rhaphidophora och familjen kallaväxter. Inga underarter finns listade.